# Nadleśnictwo Cybinka
Nadleśnictwo Cybinka – nadleśnictwo należące do Regionalnej Dyrekcji Lasów Państwowych w Zielonej Górze, położone na terenie gmin: Cybinka, Krosno Odrzańskie, Maszewo, Torzym. 
Obejmuje 22570,04 ha. Obszar nadleśnictwa pokrywa głównie ubogi bór sosnowy. Lesistość wynosi ponad 61%, a przeciętny wiek drzewostanu to 53 lata.